# Love, Life and Laughter
Love, life and laughter és una pel·lícula de 1923, considerada una de les millors pel·lícules britàniques de l'any. Obra de cinema mut, havia estat desapareguda fins que el 2014 es va trobar una còpia en un cinema de Hattem, als Països Baixos, durant una rehabilitació de l'edifici. El film, dirigit per George Pearson, va ser protagonitzat per Betty Bafour i parla de la vida d'una jove cantant que vol ser estrella del music-hall.

## Repartiment
- Betty Balfour
- Harry Jonas
- Frank Stanmore
- Annie Esmond
- Nancy Price
- Sydney Fairbrother
- Eric Smith
- A. Harding Steerman
- Audrey Ridgewell
- Gordon Hopkirk
- Dacia